# Stora Iglo
Stora Iglo, finska: Iso Iiluoto, är en ö i Finland. Den ligger i Finska viken och i kommunen Helsingfors i landskapet Nyland, i den södra delen av landet. Ön ligger omkring 10 kilometer öster om Helsingfors.
Öns area är 3,6 hektar och dess största längd är 370 meter i öst-västlig riktning.